# Adam Bareiro
Adam Fernando Bareiro Gamarra (ur. 26 lipca 1996 w Itauguá) – paragwajski piłkarz występujący na pozycji napastnika, reprezentant Paragwaju, od 2025 roku zawodnik katarskiego Ar-Rajjan.
Jego brat Fredy Bareiro również był piłkarzem.